# 順天堂大学
順天堂大学（じゅんてんどうだいがく、英語: Juntendo University）は、東京都文京区本郷2-1-1に本部を置く日本の私立大学。1838年創立、1946年大学設置。大学の略称は順大（じゅんだい）、順天（じゅんてん）。

## 概要
医学部を中心とした8学部構成である。江戸時代後期の1838年（天保9年）、下総佐倉藩主堀田正睦が招聘した佐藤泰然が江戸薬研堀（現在の東京都中央区東日本橋二丁目6番8号）に蘭方医学塾（和田塾）を開学。これが現在の順天堂大学の起源である。複数の大学附属病院を有する順天堂大学医学部は、日本の医学校として約180年の歴史と伝統がある。佐藤泰然の後を継いだ順天堂の堂主（理事長）となった佐藤尚中は、1869年（明治2年）、明治政府から大学大博士に任ぜられ、大学東校（東京大学医学部の前身）創設時の初代校長となり、1873年（明治6年）には順天堂医院（現在の順天堂大学医学部附属順天堂医院）を開設した。そのため東京大学医学部から病院長や教授などを多く受け入れていたが、近年は順天堂大学出身者が教授の多数を占めるようになっている。

### 建学の精神
「順天堂」の「順天」とは、”天道に順（したが）う”の意味。また、順天堂大学のロゴマークの基である「仁」は、順天堂大学の学是「仁」である。これは、「人ありて我あり、他を思いやり、慈しむ心」を、医療の基本として、この精神は「仁」に尽きるということである。

### 教育および研究
「健康総合大学・大学院大学」を自認し、医学、医療看護学、保健看護、保健医療、スポーツ健康科学、国際教養学の教育・研究を行っている。医学部では医師の育成と共に附属6病院（計約3800床）を運営している。また2つの看護学部を擁し、多数の看護師・保健師を輩出している。スポーツ健康科学部では多くのアスリートやスポーツ関連の人材を輩出している。近年では臨床工学技士やデータサイエンティストを養成する学部を開設し、医療分野の人材育成を拡大している。

## 沿革

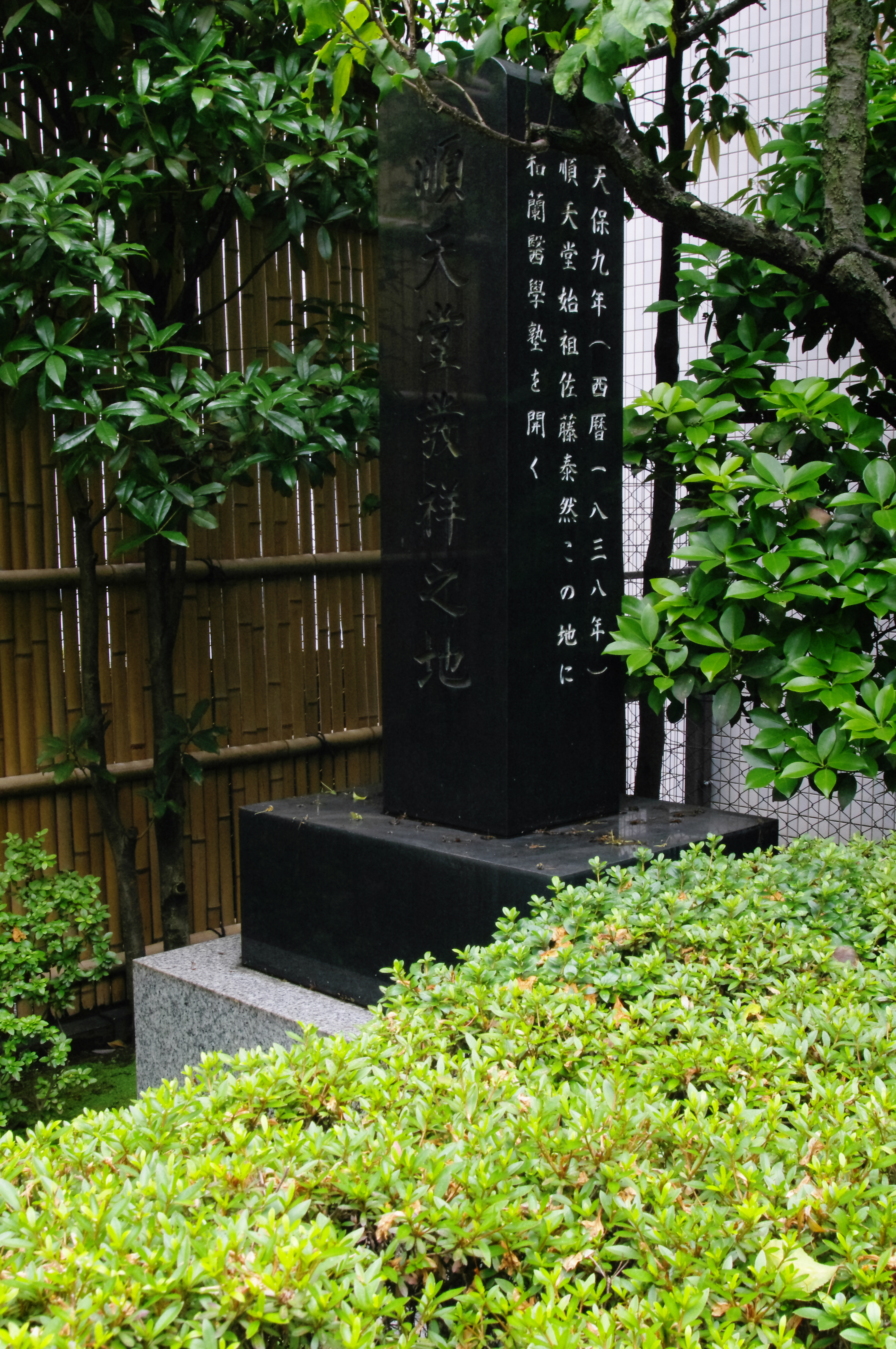
順天堂発祥の地の碑（2012年7月撮影）

- 1838年（天保9年）：佐藤泰然が、江戸薬研堀に蘭方医学塾「和田塾」を創立。
- 1843年（天保14年）：和田塾が佐倉に移転し、医学塾順天堂を開設。
- 1873年（明治6年）：東京の下谷練塀町九番地に移転し、順天堂医院を開院。
- 1875年（明治8年）：下谷練塀町より湯島、本郷に移転。
- 1943年（昭和18年）：順天堂医院が、順天堂医事研究会を母体に順天堂医学専門学校を開設する。
- 1946年（昭和21年）：大学に昇格し、順天堂医科大学となる。
- 1947年（昭和22年) ：千葉県習志野市の旧陸軍騎砲兵連隊跡地に習志野キャンパス開設。
- 1951年（昭和26年) ：新制大学として順天堂大学開学。体育学部（I類：体育学専攻、健康教育学専攻、II類：医学進学課程）開設。
- 1952年（昭和27年) ：新制の医学部医学科開設。
- 1967年（昭和42年) ：静岡県田方郡伊豆長岡町（現在の伊豆の国市）の町立伊豆長岡病院を譲り受け、順天堂伊豆長岡病院（現在の静岡病院）とする。
- 1968年（昭和43年) ：埼玉県越谷市に順天堂越谷病院を開院。
- 1971年（昭和46年）：体育学部を改組、体育学科と健康学科を設置。
- 1984年（昭和59年) ：千葉県浦安市に浦安病院を開院。
- 1988年（昭和63年）4月1日：習志野キャンパスを千葉県印旛郡印旛村（現：印西市）に移転し、さくらキャンパスとして開設[1][2]。
- 1989年（平成元年）：順天堂看護専門学校を改組し順天堂医療短期大学を開設[3]。浦安キャンパス開設。
- 1993年（平成5年）
  - 3月：放送大学と単位互換協定を締結[4]。
  - 体育学部をスポーツ健康科学部に改組。
- 2002年 (平成14年）：東京都江東区で東京都江東高齢者医療センター（現在の順天堂東京江東高齢者医療センター）の運営開始。
- 2004年（平成16年）：順天堂医療短期大学を改組し、医療看護学部を開設。
- 2005年（平成17年）：東京都練馬区に練馬病院を開院。
- 2010年（平成22年）：静岡県三島市に三島キャンパスを開設、保健看護学部を設置。
- 2015年（平成27年）：国際教養学部を設置。
- 2018年（平成30年）：東京医科大学が性別などによる減点操作をしていたことを発端に、医学部医学科がある全国81大学を対象に文部科学省が行った2018年の調査において、合格率の男女差が最も顕著であるという結果が出た（男子9.16%に対して女子5.50%）。これを受けて第三者委員会が設置され、調査が行われた。12月10日、大学側は女子や浪人生に対して基準点が不利になるような処理を2008年から行っていたことを認めた[5]。詳細は「2018年に発覚した医学部不正入試問題」を参照。
- 2019年（平成31年）：保健医療学部を開設。
- 2022年（令和4年）：新たに「浦安・日の出キャンパス」を開設[広報 1]。臨床検査技師及び臨床工学技士を養成する。また、浦安・日の出キャンパスは、既存の浦安キャンパス及び順天堂大学医学部附属浦安病院からも近く、地上5階建ての校舎や体育館、テニスコート、グラウンドが設置される[6]。新キャンパスには医療科学部を設置。
- 2023年（令和5年）：健康データサイエンス学部健康データサイエンス学科を開設。
- 2024年（令和6年）：9つ目の学部となる薬学部薬学科を浦安・日の出キャンパスに開設[7]。
- 2024年（令和6年）11月29日：浦和美園地区に開設を検討していた「順天堂大学医学部付属埼玉国際先進医療センター（仮）」（800床）について、同日付で埼玉県に病院整備計画中止届を提出したことを発表した。計画中止の理由について「建設費用の高騰や現行制度下では開設後の増益が見込めないこと」などを挙げた[8]。
- 2027年11月を目処に、浦和美園駅の北東部に「順天堂大学医学部付属埼玉国際先進医療センター（仮）」（800床）及び大学院医学研究科、さいたま看護学系学部の開設を目指している[9]。
- 2024年（令和6年）11月29日：順天堂大学医学部附属順天堂越谷病院新棟を発表した。精神科入院病床を縮小し、一般病棟200床を新たに開設する。令和8年春に開設予定。
- 2025年（令和7年）：健康データサイエンス研究科開設予定。 保健医療学研究科の理学療法学専攻と診療放射線学専攻に博士課程を開設予定。

## 基礎データ

### 所在地
- 本郷・お茶の水キャンパス（東京都文京区本郷）
- さくらキャンパス（千葉県印西市平賀学園台）
- 浦安キャンパス（千葉県浦安市高洲）
- 三島キャンパス（静岡県三島市大宮町）
- 浦安・日の出キャンパス（千葉県浦安市）

#### スクールカラー
- 江戸紫（えどむらさき■）

## 教育および研究

### 学部
- 医学部
  - 医学科
- スポーツ健康科学部
  - スポーツ健康科学科
- 医療看護学部
  - 看護学科
- 保健看護学部
  - 看護学科
- 国際教養学部
  - 国際教養学科
- 保健医療学部
  - 理学療法学科
  - 診療放射線学科
- 医療科学部
  - 臨床検査学科
  - 臨床工学科
- 健康データサイエンス学部
  - 健康データサイエンス学科
- 薬学部
  - 薬学科

### 大学院
- 医学研究科
- スポーツ健康科学研究科
- 医療看護学研究科
- 保健医療学研究科
  - 理学療法学専攻
  - 診療放射線学専攻
- 健康データサイエンス研究科（令和7年4月開設予定）
  - 健康データサイエンス専攻

### 附属機関
- 順天堂大学 日本医学教育歴史館[10]
- 順天堂大学医学部附属病院・医院
  - 順天堂医院（東京都文京区）
  - 静岡病院（静岡県伊豆の国市）
  - 浦安病院（千葉県浦安市）
  - 順天堂越谷病院（埼玉県越谷市）

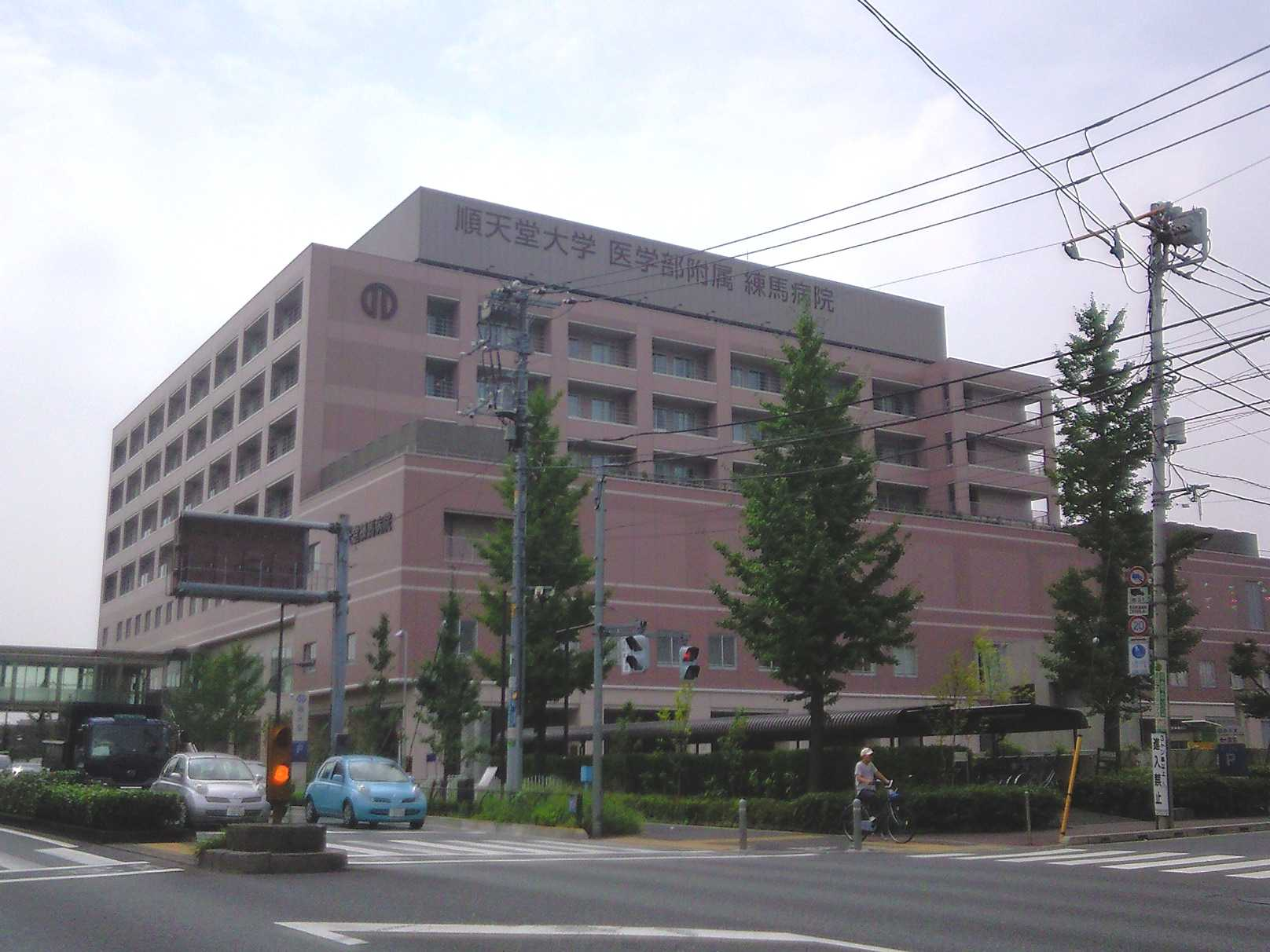
練馬病院

  - 順天堂東京江東高齢者医療センター（東京都江東区）
  - 練馬病院（東京都練馬区）

### 教育
医学部1年次及びスポーツ健康科学部1年次は原則として、さくらキャンパスの啓心寮に入寮し、共同生活を通じて人間教育を行っている。これは習志野キャンパス時代から続いている。

#### スポーツ関連
前述したように1年生（新入生）は全寮制であり、1年間の寮生活を送ることになる。中途退寮は原則できない。
スポーツ健康科学部（体育系学部）が設置されるなどスポーツに力を入れており、特に陸上競技や体操が有名である。
医学部は、医学部独自の部・サークル（体育会系含む）等がある。スポーツ健康科学部の学生は、医学部の部・サークル等には原則入部できない。
陸上競技部は、日本インカレで日本大などと共に連覇を重ね男子総合優勝回数を積み上げている。長距離走部門については、2000年に全日本大学駅伝で初優勝（1回）したのを含め、この年に学生駅伝三冠を達成しているほか、箱根駅伝では1966年の第42回大会でエース澤木啓祐を擁して初優勝して以来、優勝争いの常連（優勝11回）である（連覇が難しいと言われる箱根で中央大の6連覇、日体大の5連覇に次ぐ4連覇（日大・駒澤大・青学大とタイ記録）を達成している）。ただし、箱根路では10年以上総合優勝に手が届かない時期もあった。近年、関東地域の各大学がスポーツ学科などを新設して強化を進めたことで競技レベルが上がり、以前のような存在感はなくなったが、依然として「逆転の順大、復路の順大、調整力の順大」を体現するようなランナーを輩出し続けている。その育成メソッドは長距離を中心に先駆的な役割を果たしており、山梨学院大の上田誠仁や中央学院大の川崎勇二各監督とも順大のランナーとして箱根を走り、順大の澤木、その教え子の上田らは選手・監督として箱根駅伝優勝を経験している。
体操部からは、日本を代表する体操選手を多く輩出している。一例として、北京オリンピック（2008年）に出場した男子体操チーム6人中3人が在校生（1名）及び出身者（2名）であった。
硬式野球部は、東都大学野球連盟3部に加盟している。最高位で2部5位の実績がある。
蹴球部（サッカー部）は、千葉県社会人サッカーリーグにも加盟しており、2004年には1部優勝したほか、全日本大学サッカー選手権大会でも1987年から1989年まで3連覇を記録している。全日本大学フットサル大会では、歴代最多5回の優勝を誇る。

## 施設

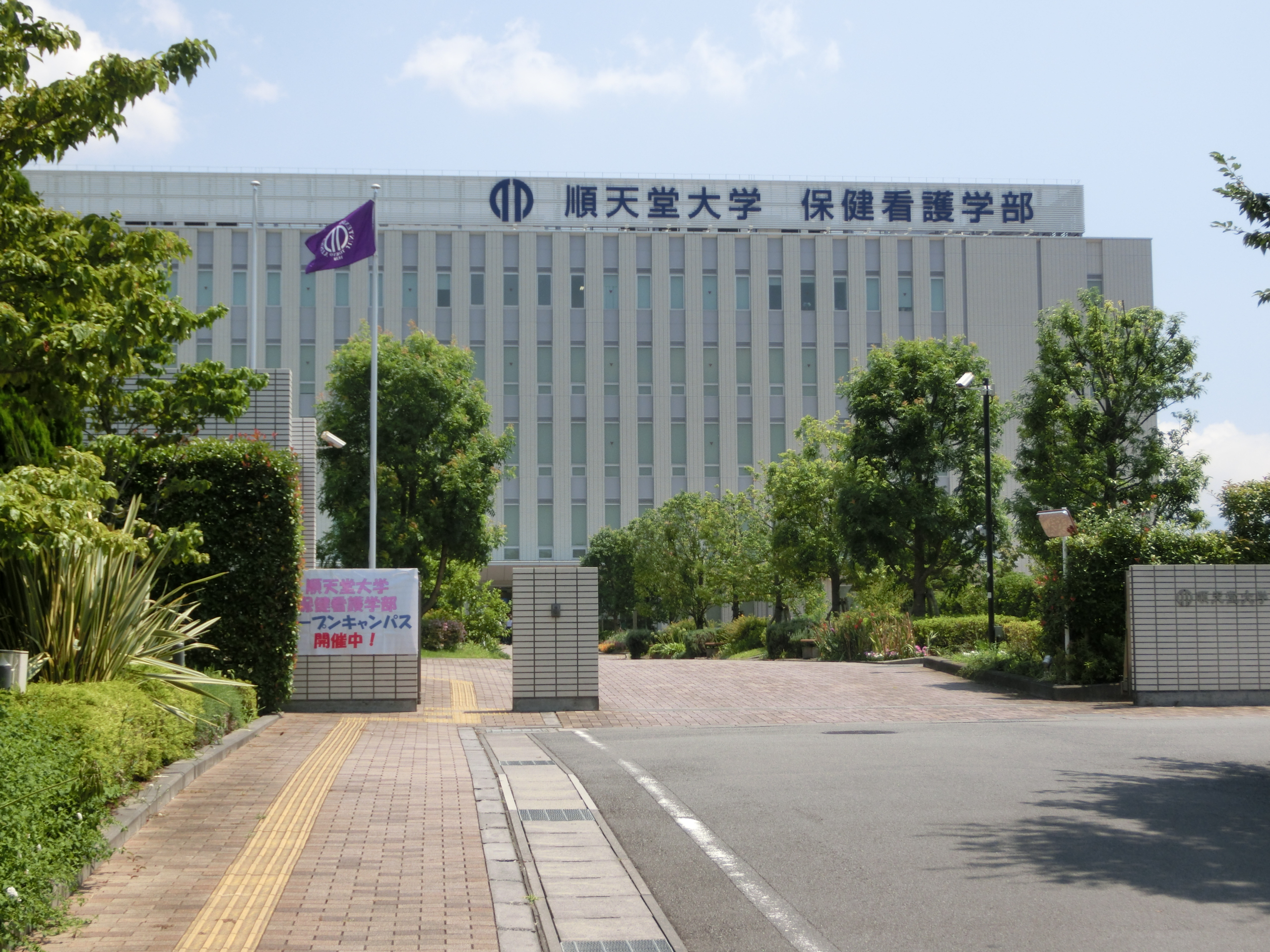
三島キャンパス

### 本郷・お茶の水キャンパス
- 本部所在地
- 使用学部：医学部、保健医療学部、国際教養学部
- 使用研究科：医学研究科
- 交通アクセス：JR中央線・東京メトロ丸ノ内線 御茶ノ水駅、東京メトロ丸ノ内線・都営地下鉄大江戸線本郷三丁目駅、東京メトロ千代田線 新御茶ノ水駅下車[広報 2]。

### さくらキャンパス
- 使用学部：スポーツ健康科学部
- 使用研究科：スポーツ健康科学研究科
- 交通アクセス：京成本線京成酒々井駅下車[広報 2]。

#### サッカー場
順天堂大学さくらキャンパスサッカー場（じゅんてんどうだいがくさくらキャンパスサッカーじょう）は、順天堂大学が所有するサッカー専用スタジアムで、同校蹴球部が試合・練習会場として使用している。人工芝のピッチが敷設されているほか、収容人数500人（座席数200・メインスタンド中央部のみ固定座席、他は芝生席）の客席および、照明設備や得点板が設置されている。
日本プロサッカーリーグ (J1) 開催実績はないが、天皇杯サッカー千葉県予選などの公式戦などにも頻繁に利用されている。

#### 陸上競技場
順天堂大学さくらキャンパス陸上競技場（じゅんてんどうだいがくさくらキャンパスりくじょうきょうぎじょう）は、順天堂大学が所有・運営する陸上競技場である。日本陸上競技連盟第三種公認競技場。天然芝のピッチおよび400m×8レーンのトラックが敷設されているほか、収容人数200人（全て座席）の客席および照明設備が設置されている。

### 浦安キャンパス
- 使用学部・研究科：医療看護学部、大学院医療看護学研究科
- 交通アクセス：京葉線新浦安駅から路線バスで「高洲保育園入口」バス停下車[広報 2]。

### 三島キャンパス
- 使用学部：保健看護学部。
- 交通アクセス：東海道本線・東海道新幹線または伊豆箱根鉄道駿豆線 三島駅下車[広報 2]。

### 浦安・日の出キャンパス
- 使用学部：医療科学部、健康データサイエンス学部、薬学部
- 交通アクセス：京葉線新浦安駅から路線バスで「順天堂大学・日の出 正門」または「順天堂大学・日の出 東口」バス停下車[広報 2]。

## 対外関係

### 他の大学・研究機関との協力

#### 日本国内
放送大学学園と単位互換協定を結んでおり、放送大学で取得した単位を卒業に要する単位として認定することができる。首都大学院コンソーシアムに参加しており、大学院は加盟する他の大学院と単位互換がある。
また大学院医学研究科は、東北大学大学院医学系研究科、東京科学大学医歯学総合研究科、名古屋大学大学院医学系研究科、大阪大学大学院生命機能研究科、千葉大学大学院医学薬学研究科、高雄医学大学と特別研究学生交流協定を結んでいる。

#### 海外
28カ国・地域の83大学・研究所と協定を結んでいる（2023年度時点）。

### 産学官連携
企業との共同研究、寄附講座開設など産学官連携に取り組んでいる。
順天堂大学発ベンチャー企業として、株式会社JUNTEN BIOなどがある。

## 不祥事
2018年12月、順天堂大学医学部の入試において、「女子学生はコミュニケーション能力が高い」という偏見から、少なくとも記録の残る2008年度以降、一律で女子に対して減点を行っていたことが判明し、批判を受けた。また、東京都女性活躍推進大賞に自ら応募して受賞していたことから、東京都庁も取り消しを含めて対応を検討すると報道された。
2020年2月5日、公益財団法人・大学基準協会は「入学者選抜の方法には明らかに問題がある」と判断し、問題発覚後に審査をやり直し2013年から2017年度に「適合」としていた評価を変更し「不適合」にしたと発表した。大学が「不適合」の場合は、教育プログラムの開発に関する国の補助金を申請できなくなる。

#### 広報資料・プレスリリースなど一次資料
1. ↑  浦安・日の出キャンパス（新キャンパス）＆医療科学部（新学部）スタート！順天堂大学（2022年5月16日）2024年6月23日閲覧
2. 1 2 3 4 5  “キャンパスマップ”.   順天堂大学. 2020年4月14日閲覧。
3. ↑  放送大学 平成28年度 単位互換案内
4. ↑  順天堂大学における大学間連携（H23実績）
5. ↑  【大学交流協定について】（2024年6月23日閲覧）
6. ↑  産学官連携 順天堂大学（2024年6月23日閲覧）

## Wiki関係他プロジェクトリンク
- ウィキブックス (Wikibooks)
  - 順天堂大対策